# State capture
La state capture (anche: cattura dello Stato) è un tipo di corruzione politica sistemica in cui gli interessi privati influenzano in modo significativo i processi decisionali di uno Stato a proprio vantaggio. 
Il termine "state capture" è stato usato per la prima volta dalla Banca Mondiale attorno all'anno 2000, per descrivere la situazione che alcuni paesi dell'Asia centrale stavano affrontando nel processo di transizione post-comunista. In particolare, questo termine è stato applicato a situazioni in cui piccoli gruppi di corrotti esercitavano la propria influenza sui funzionari governativi per appropriarsi del processo decisionale del governo al fine di rafforzare le proprie posizioni economiche. 
Le accuse di state capture hanno portato a proteste contro il governo in Bulgaria nel 2013-2014 e in Romania nel 2017, provocando inoltre una controversia in Sudafrica iniziata nel 2016 e tuttora in corso. 

## Definizione
La definizione classica di state capture si riferisce al modo in cui le procedure formali (come le leggi e le norme sociali) e la burocrazia governativa vengono manipolate da privati e aziende per influenzare le politiche e le leggi statali a proprio favore. Di conseguenza la state capture cerca di influenzare il processo legislativo al fine di proteggere e promuovere interessi privati. In questo modo differisce dalla maggior parte delle altre forme di corruzione, che cercano invece un'applicazione selettiva delle leggi già esistenti.
L'influenza può avvenire attraverso diverse istituzioni statali, tra cui l'assemblea legislativa, l'esecutivo, ministeri e magistratura, o attraverso un processo elettorale corrotto. È simile alla regulatory capture ma differisce nella scala e nella varietà delle aree influenzate. Inoltre, a differenza della regulatory capture, l'influenza privata non è mai palese.